# Ichneumon ambulatorius
Ichneumon ambulatorius es una especie de insecto del género Ichneumon de la familia Ichneumonidae del orden Hymenoptera.

Parasita las siguientes especies de la familia Noctuidae: Apamea devastator, Faronta diffusa Hydraecia immanis, Macronoctua onusta, Mesapamea stipata, Papaipema circumlucens, Papaipema nebris, Pseudaletia unipuncta, Spodoptera frugiperda.

## Historia
Fue descrita científicamente por primera vez en el año 1775 por Fabricius.